# Zachary Zoller
Zachary John Zoller (ur. 5 stycznia 1973 w San Francisco) – bobsleista reprezentujący Wyspy Dziewicze Stanów Zjednoczonych.
Uczestnik trzech Zimowych Igrzysk Olimpijskich (Lillehammer 1994, Nagano 1998, Salt Lake City 2002).

## Igrzyska Olimpijskie

### Lillehammer 1994
Na igrzyskach w Lillehammer Zoller wystartował zarówno w czwórkach, jak i dwójkach. W dwójkach występował z Paulem Zarem w drugim zespole Wysp Dziewiczych Stanów Zjednoczonych, zajął wówczas 42. miejsce, ostatnie wśród ekip, które dojechały do mety, wyprzedzając jedynie ekipę z Jamajki, która nie ukończyła startu.
W czwórce zjeżdżał wraz z Paulem Zarem, Davidem Entwistle’em, Alexanderem Poe’em. Reprezentacja Wysp Dziewiczych Stanów Zjednoczonych zdobyła 28. miejsce na 29 drużyn, które dojechały do mety.

### Nagano 1998
Na Igrzyskach w Nagano wystąpił tylko w dwójce wraz z Jeffem Kromenhoekem, zdobył wówczas 33. miejsce na 36 drużyn, słabszymi od reprezentacji Wysp Dziewiczych Stanów Zjednoczonych byli tylko reprezentanci Chińskie Tajpej, drugiego zespołu Irlandii oraz druga ekipa Wysp Dziewiczych Stanów Zjednoczonych.
W Nagano zaprezentowała się również reprezentacja czwórek, ale nie wystąpił w niej Zachary Zoller.

### Salt Lake City 2002
Na igrzyskach w Salt Lake City wystąpił w dwójce wraz z Quinnem Wheelerem. Dojechał do mety na przedostatniej, 36. pozycji, wygrywając jedynie z Trynidadem i Tobago.
W Salt Lake City zaprezentowała się również reprezentacja czwórek, ale nie wystąpił w niej Zachary Zoller.